# Tomaš Heřman
Tomaš Heřman (* 23. November 1969 in Ústí nad Labem) ist ein ehemaliger tschechischer Fußballspieler und heutiger Trainer.

## Karriere

### Als Spieler
Heřman begann mit dem Fußballspielen in seiner Heimatstadt Ústí nad Labem. Zunächst spielte er acht Jahre für den kleineren Verein Chemička, später für Jahre für den größten Klub der Stadt, Spartak Ústí nad Labem. 1988 wechselte der damals 18-Jährige nach Jindřichův Hradec, um dort das erste Jahr seines Wehrdienstes abzuleisten. Sein zweites Armeejahr verbrachte er in Tachov. In der Saison 1990/91 spielte der Stürmer für VTŽ Chomutov.
Anschließend wechselte er zu Slavia Prag, für die er am 28. August 1991 in der ersten tschechoslowakischen Liga debütierte. Bei den Hauptstädtern war Heřman jedoch ohne Perspektive und wurde deshalb in der Winterpause an damaligen Zweitligisten Viktoria Pilsen abgegeben, mit dem ihm 1993 der Aufstieg in die gerade neu gegründete tschechische Liga gelang. In Pilsen kam Heřman regelmäßig zum Einsatz, in 126 Erstligaspielen schoss er 23 Tore.
1998 wechselte er innerhalb der Liga zum FK Teplice, ein Jahr später ging er nach Belgien zum KV Turnhout in die zweite Liga. Nach zwei Jahren wechselte er erneut den Verein und schloss sich RAEC Mons an, mit dem ihm 2002 der Aufstieg in die Jupiler League gelang. In der Saison 2002/03 kam der Tscheche auf elf Einsätze, ein Tor in der höchsten belgischen Spielklasse erzielte er nicht. Nach der Saison ging Heřman zu KV Kortrijk. Er beendete seine Profikarriere im Sommer 2005 und spielte noch zwei Jahre im sächsischen Heidenau beim Heidenauer SV.

### Als Trainer
Heřmans erste Trainerstation war von 2007 bis 2009 sein ehemaliger Klub FK Chomutov. Im Sommer 2009 wechselte Heřman zu Baník Modlany, wo er ab Anfang 2010 auch als Spielertrainer tätig war.